# Barsfüss
Barsfüss (szlovákul Trávnica, korábban Fiš) község Szlovákiában, a Nyitrai kerületben, az Érsekújvári járásban. Hozzá tartozik Bélatanya, Bessevölgy, Felsőerdő, Nagydombóc.

## Fekvése
Érsekújvártól 26 km-re, északkeletre található.

## Élővilága
A faluban két gólyafészket tartottak nyilván, ebből az egyik mára[mikor?] biztosan megszűnt.

## Története
Területén már a kökorszaktól fogva laktak emberek. Latén kori leletek is előkerültek.
1075-ben I. Géza király a garamszentbenedeki apátságnak írt adománylevelében  Fius néven említik először. Később 1231-ben, 1241-ben és 1332-ben említik. 1426-ban Dombócot (Domboch) említik.
Lakói földműveléssel és állattenyésztéssel foglalkoztak. 1564-ben, 1599-ben és 1613-ban feldúlták a törökök.
Későbbi birtokosa a Balogh család volt, ők építették a falu későbarokk kastélyát is. Balogh János részt vett az 1848–49-es magyar szabadságharcban, emiatt elítélték és csak 1859-ben, amnesztiával szabadult.
Vályi András szerint "FÜSS. Elegyes tót falu Bars Vármegyében, földes Ura Balog, ’s más Nemes Urak, lakosai katolikusok, fekszik Verebélytől egy mértföldnyire. Határja jó termékenységű, fája tűzre erdejében elég, épűletre való pedig az Uraságnak engedelmével, szőlö hegye jól termő, ’s gyümöltsös fákkal gazdag, legelője elég, réttyei jók, malma a’ szomszédságban, piatzozása Szent Benedeken, és Báton, a’ Bánya Várasokban pedig, könnyű módgya a’ keresetre, első Osztálybéli."
Fényes Elek szerint "Füss, tót falu, Bars vmegyében, Verebélytől délre 2 mfd. 923 kath. 9 evang. lak. Ékesitik ezen helyet a kath. paroch. templom és az uraságok szép lakházai s kertjei. Határa mindennel bővölködik: van gabonája, bora, fája, elég legelője, sok gyümölcse. F. u. Balogh, Bencsik, s a t."
A trianoni békeszerződésig Bars vármegye Verebélyi járásához, majd 1938 és 1945 között ismét Magyarországhoz tartozott.

## Népessége
| Év:            | 1994. | 2004.   | 2014.   | 2024.   |
| -------------- | ----- | ------- | ------- | ------- |
| Emberek száma: | 1326  | 1195    | 1091    | 1041    |
| Eltérés:       |       | -9,87 % | -8,70 % | -4,58 % |

| Év:            | 2023. | 2024.   |
| -------------- | ----- | ------- |
| Emberek száma: | 1035  | 1041    |
| Eltérés:       |       | +0,57 % |

1880-ban 1138 lakosából 860 szlovák és 147 magyar anyanyelvű volt.
1890-ben 1290 lakosából 1081 szlovák és 165 magyar anyanyelvű volt.
1900-ban 1457 lakosából 1187 szlovák és 232 magyar anyanyelvű volt.
1910-ben 1455 lakosából 974 szlovák, 428 magyar, 12 német és 41 egyéb anyanyelvű volt.
1921-ben 1492 lakosából 1387 csehszlovák és 61 magyar volt.
1930-ban 1795 lakosából 1666 csehszlovák és 25 magyar volt.
1941-ben 2030 lakosából 1378 szlovák és 649 magyar volt.
1991-ben 1385 lakosából 1376 szlovák és 3 magyar volt.
2001-ben 1248 lakosából 1222 szlovák és 10 magyar volt.
2011-ben 1129 lakosából 1087 szlovák, 5-5 magyar és cseh, 1 cigány és 31 ismeretlen nemzetiségű volt.
2021-ben 1032 lakosából 976 (+9) szlovák, 12 (+3) magyar, 9 egyéb és 35 ismeretlen nemzetiségű volt.

## Neves személyek
- Itt született 1810-ben Boronkay Lajos politikus, Kossuth kormánybiztosa.
- Itt hunyt el 1827-ben Balogh János Komárom vármegye alispánja.
- Itt szolgált Madurkay Miklós (1854-1923) katolikus plébános.

## Nevezetességei

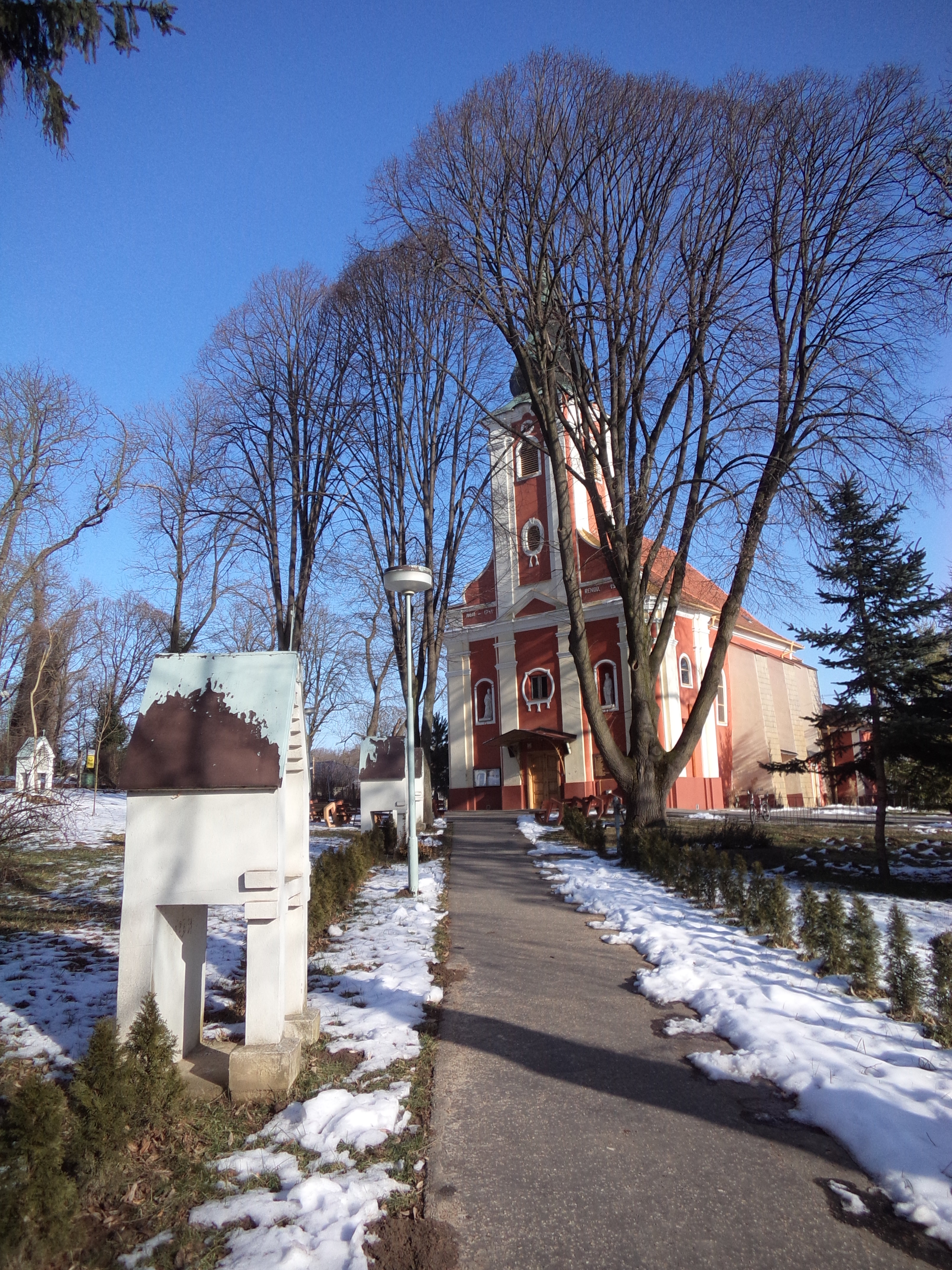
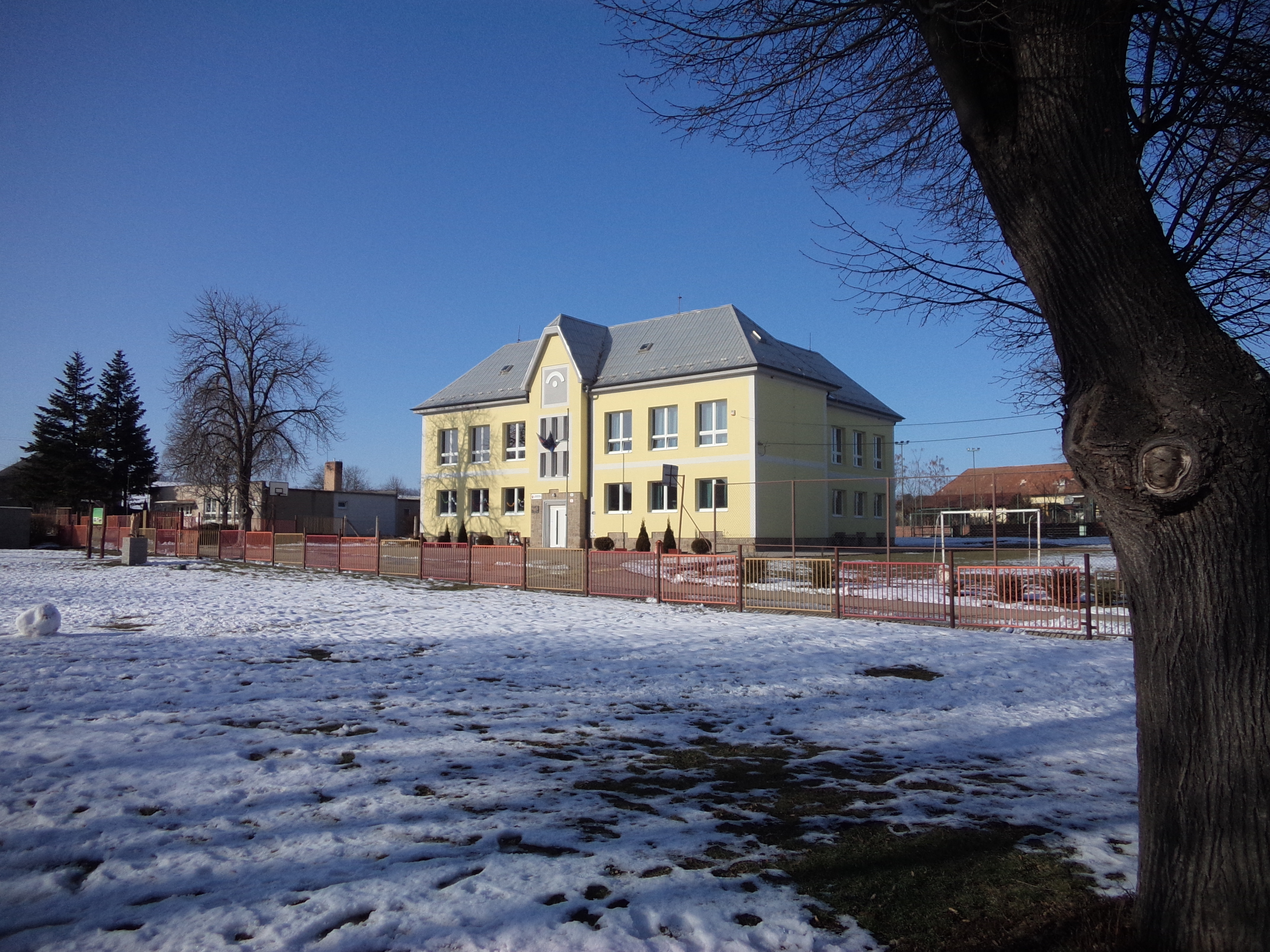
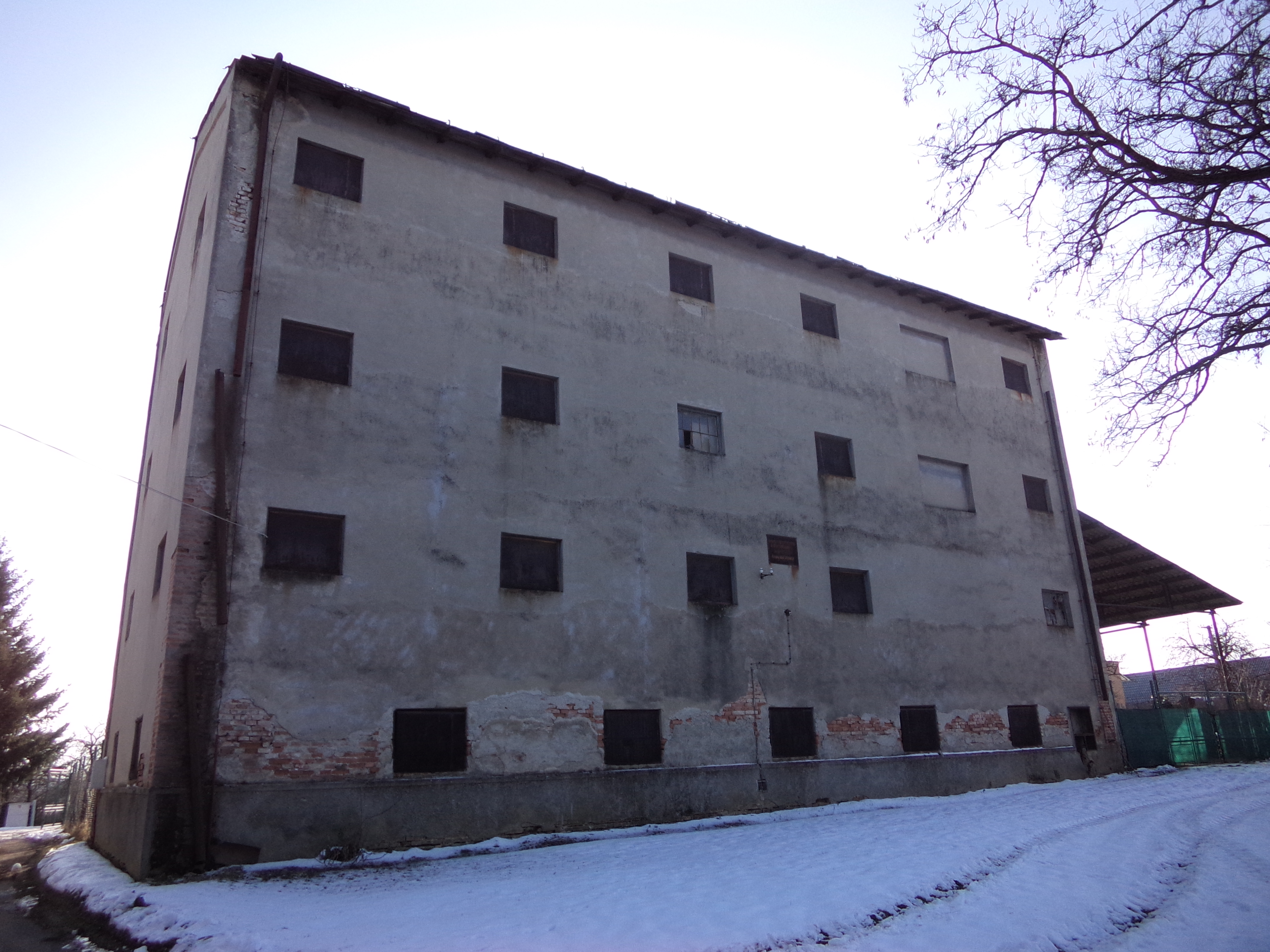
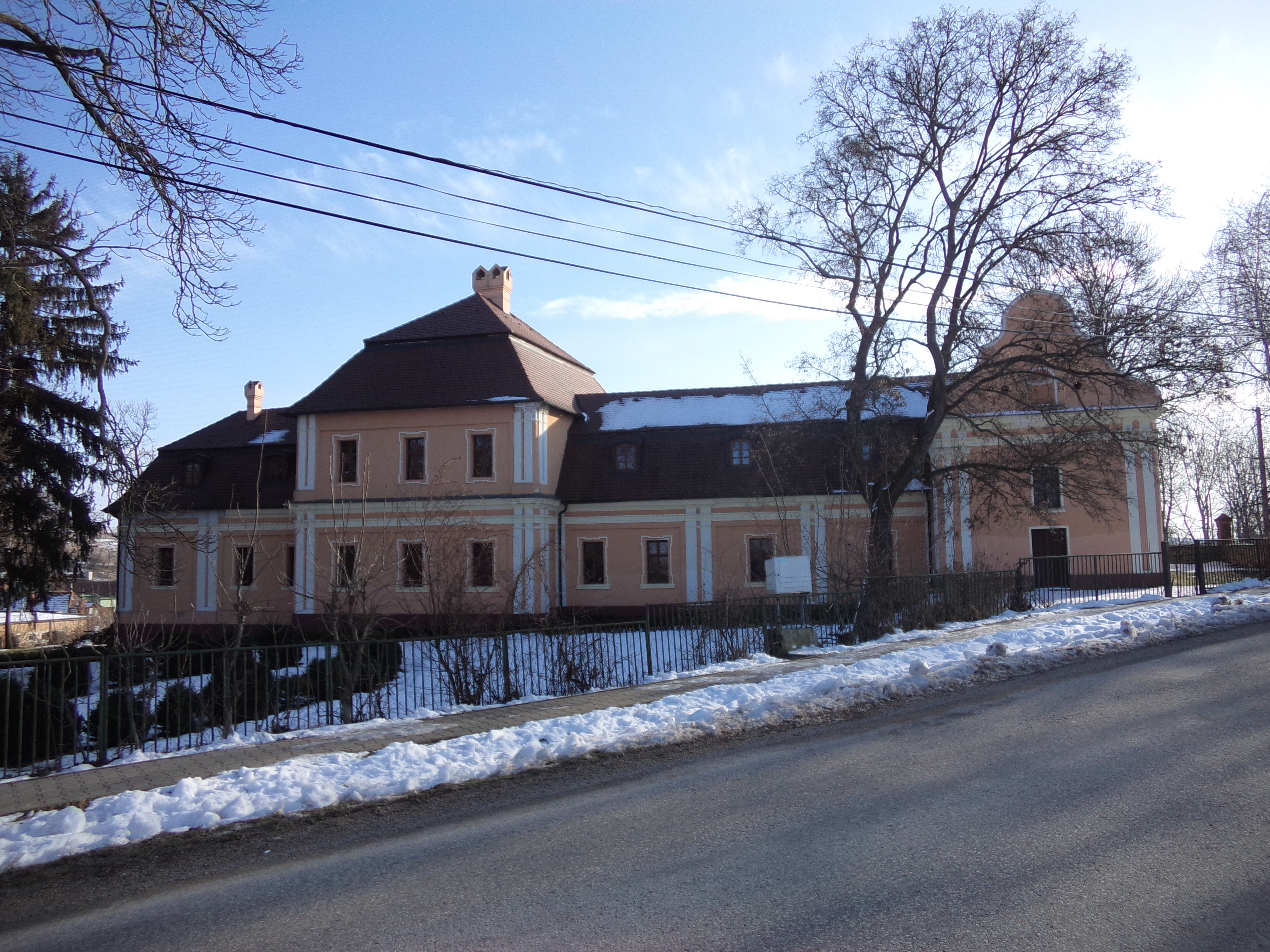
Rudnyánszky kastély
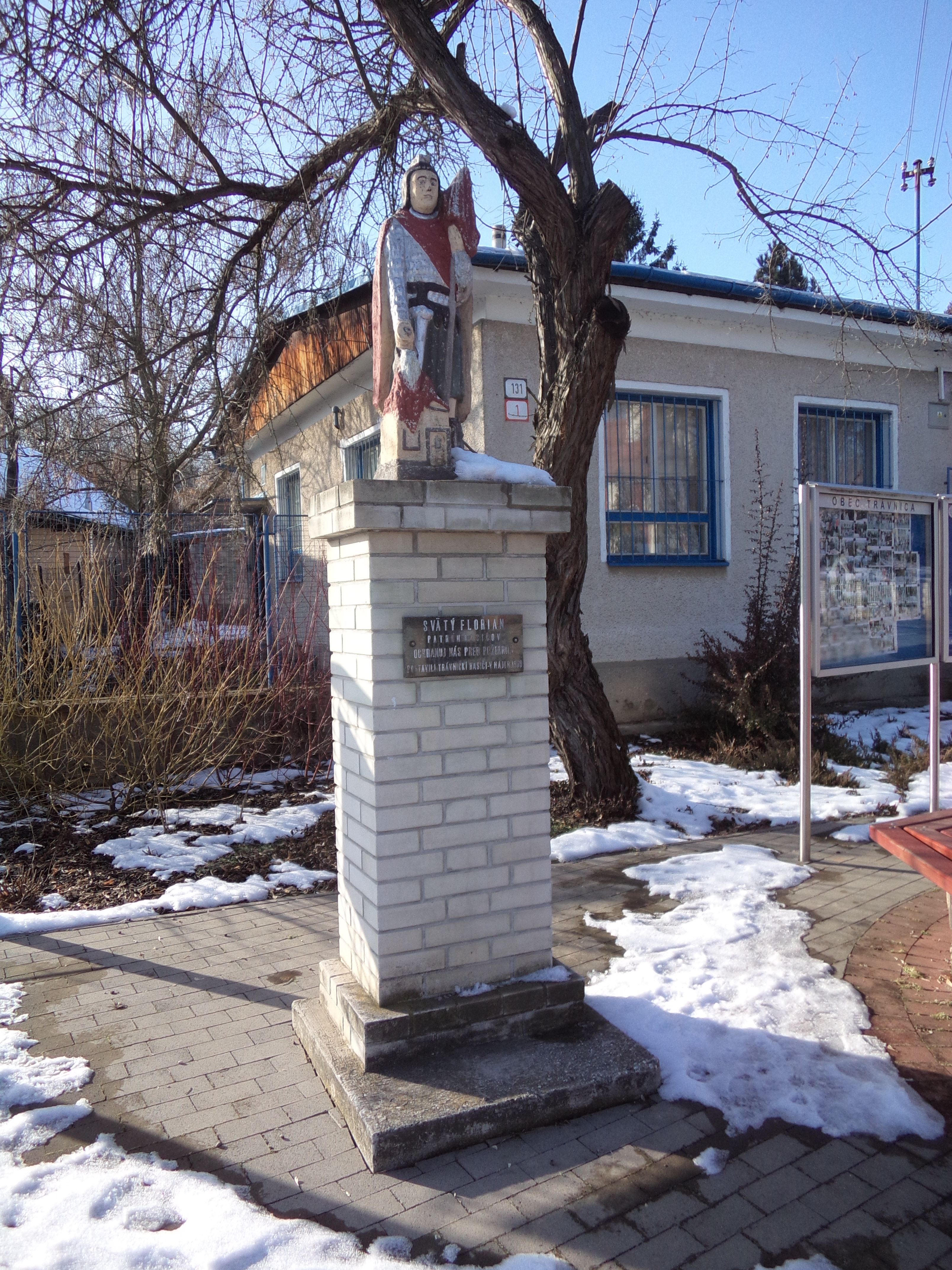
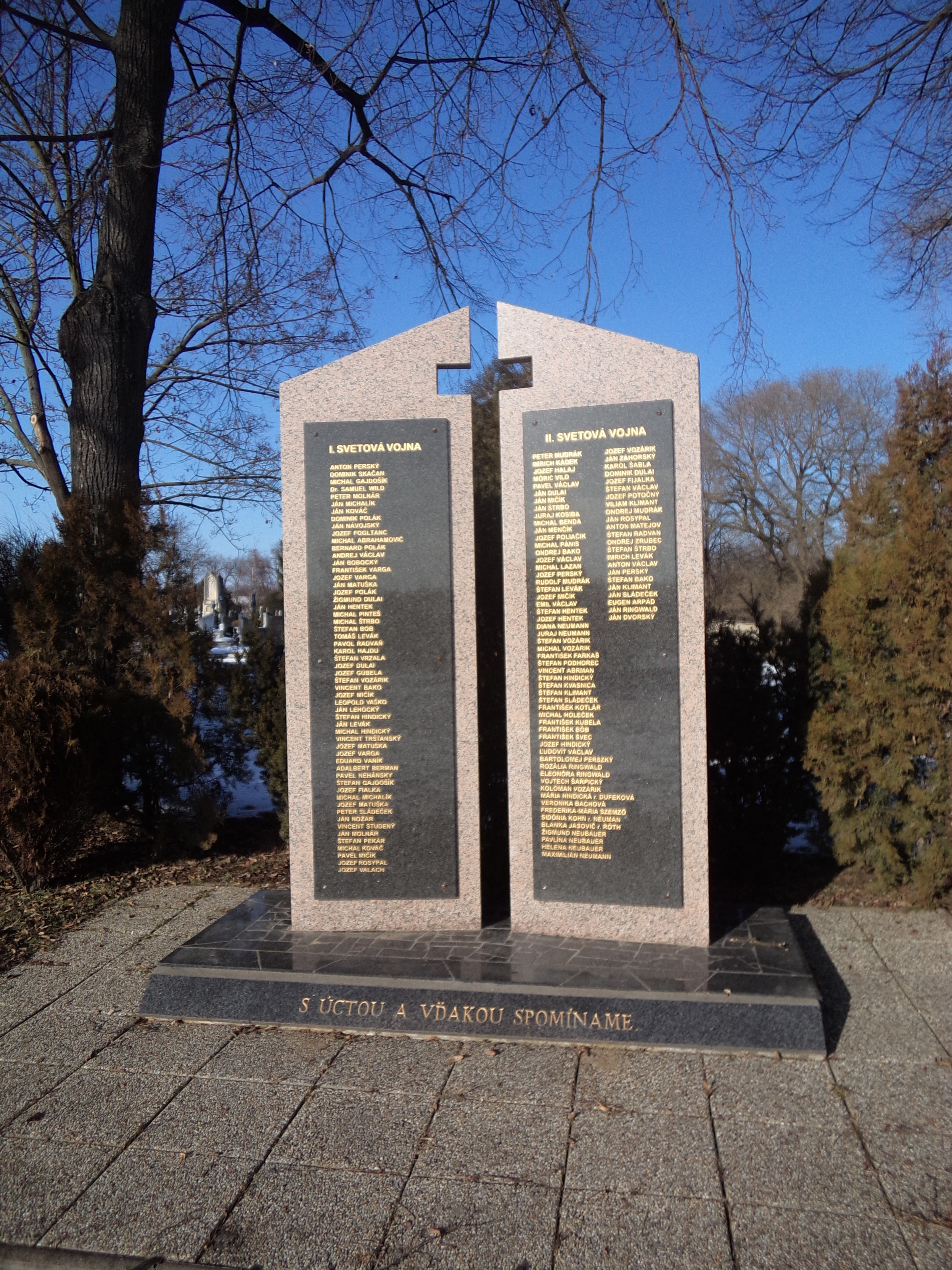
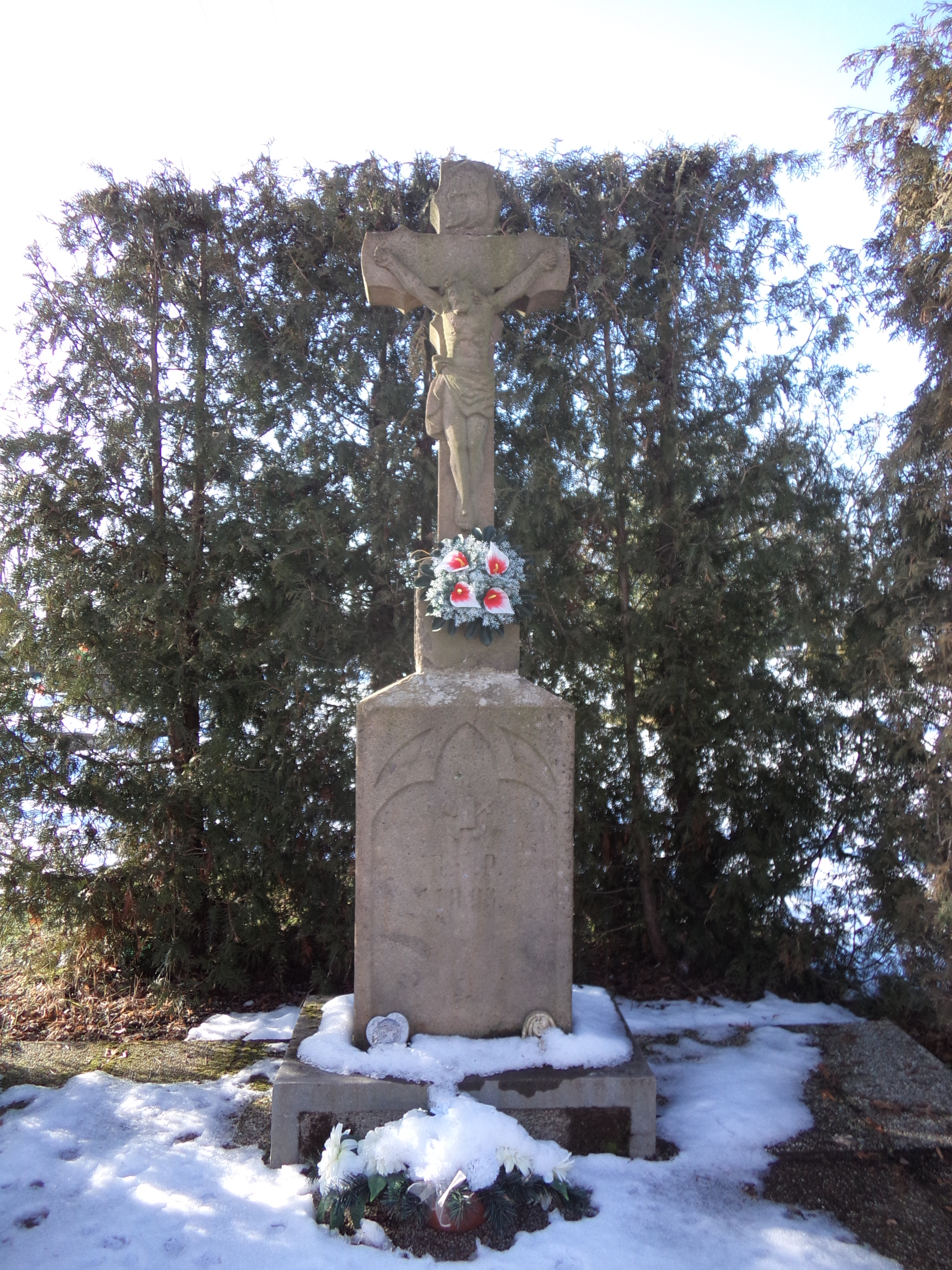
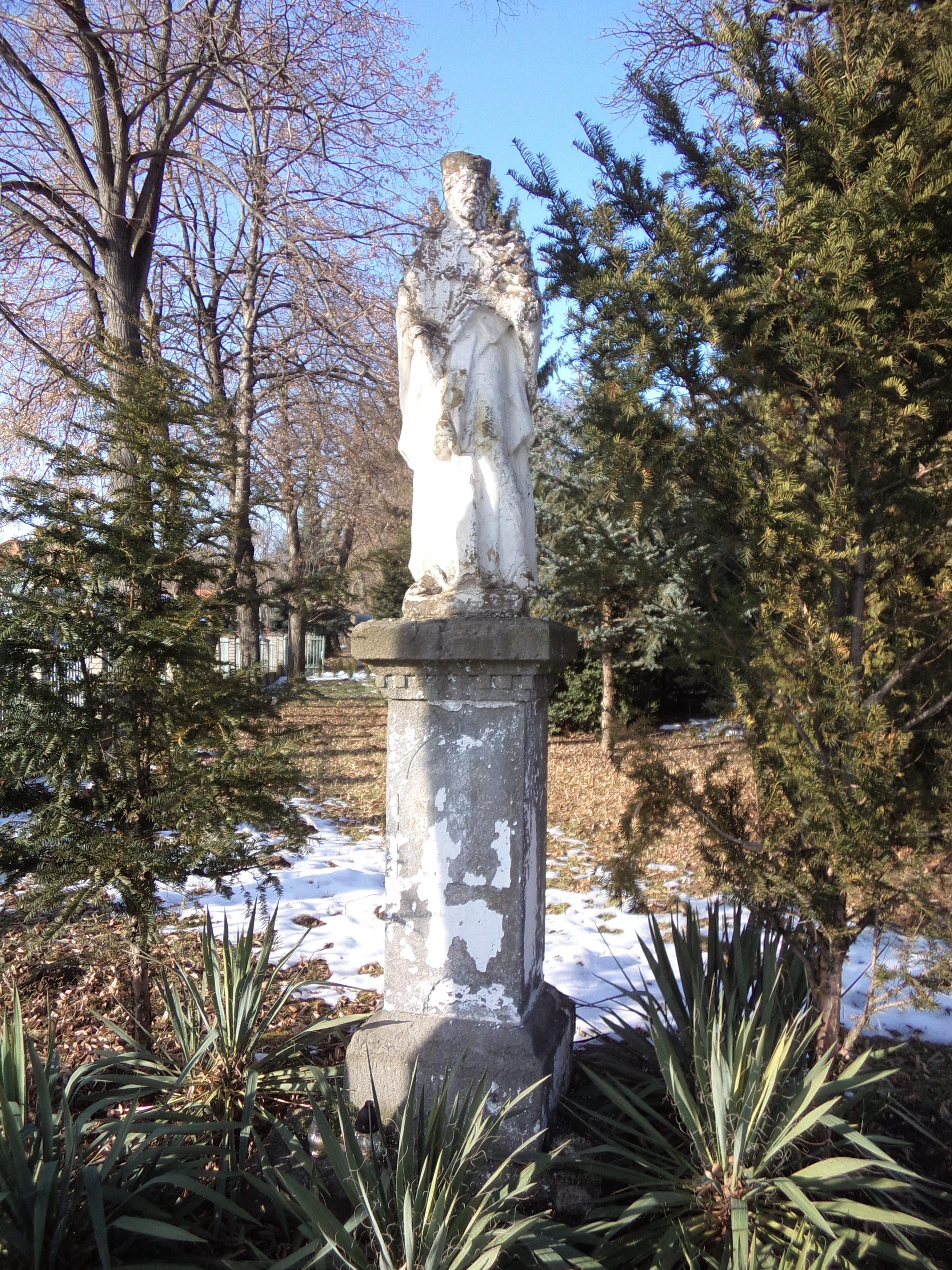

- Templom 1741-ből, körülötte az egykori temetőbe 1779-ig temetkeztek.
- 1740-ben épült a Bencsik család kastélya, mely előbb a Barbó, majd a Szontágh családé lett. 1916-ban vásárolta meg a Rudnyánszky család. 1945-ben a birtokaikat elkobozták.
- Balog-kastély (19. század).
- Barokk híd.